# Прјања (Ђенова)
Прјања је насеље у Италији у округу Ђенова, региону Лигурија.
Према процени из 2011. у насељу је живело 34 становника. Насеље се налази на надморској висини од 320 м.